# Cephalaria katangensis
Cephalaria katangensis är en tvåhjärtbladig växtart som beskrevs av Diana Margaret Napper. Cephalaria katangensis ingår i släktet jätteväddar, och familjen Dipsacaceae. Inga underarter finns listade i Catalogue of Life.